# Neoplocaederus luristanicus
Neoplocaederus luristanicus là một loài bọ cánh cứng trong họ Cerambycidae.